# How They Rob Men in Chicago
How They Rob Men in Chicago je americký němý film z roku 1900. Režisérem je Wallace McCutcheon (1858–1918). Film trvá asi půl minuty. Film se natáčel 24. dubna 1900 v New Yorku. Film je volným dílem.
Film jako jeden z prvních kombinuje kriminální žánr s černým humorem.

## Děj
Film zobrazuje muže, který se poohlédne po procházející se ženě. Jeho nepozornosti využije zloděj, který muže srazí k zemi a okrade. Poté jde kolem nevědomého chodce stážník, ale místo toho, aby mu pomohl, ho také okrade.